# Pápa
Pápa er en by i det vestlige Ungarn med 28.549(2024) indbyggere. Byen ligger i provinsen Veszprém og er kendt for sine mange bygninger i arkitektur fra barokken.